# バイブル・ベルト

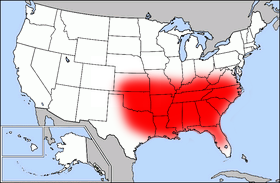
バイブル・ベルトのおおよその広がり（赤い部分）

アメリカ宗教意識調査（American Religious Identification Survey, ARIS）に基づく、所属宗派の調査結果。青はカトリック信者が多数派を占めた地域、赤はバプテストが多数派を占めた地域。赤が濃いほどバプテストと答えた人の割合の割合が多くなる

バイブル・ベルト（アメリカ英語: Bible Belt、聖書地帯）は、アメリカ合衆国の中西部から南東部にかけて複数の州にまたがって広がる地域で、プロテスタント、キリスト教根本主義、南部バプテスト連盟、福音派などが熱心に信仰され地域文化の一部となっている地域。同様にキリスト教会への出席率の非常な高さも特徴になっている。社会的には保守的であり、学校教育で進化論を教えることが州法で禁止されていたことがあるなど、キリスト教や聖書をめぐる論争の絶えない地域である。
何をもってある地域をバイブル・ベルトの一部とみなすかについては、福音派プロテスタント人口の多さ、教会出席率の高さなど諸説あるが、おもに歴史的要因（旧アメリカ南部連邦の中核だった州など）も重視される。また、バイブル・ベルトという用語は、その地域の文化的保守性、反知性主義を揶揄するときによく使われる傾向がある。

## 歴史と宗教意識
バイブル・ベルトの拠点は、最初にプロテスタント信者たちによる入植地が築かれたアメリカ南部州にある。大きくわけて、英国国教会の流れを汲む東海岸南部の米国聖公会と、スコットランド教会の流れを汲むアパラチア山脈地方の長老派教会に分かれている。
南部地域は、13植民地時代には聖公会の牙城であったが、19世紀に入るとバプテスト教会系の宗派によるリバイバル（信仰復興運動）が続いて人気を集め、次第に非聖公会のプロテスタントの牙城へと変化していき、バプテスト教会、特に南部バプテスト連盟が支配的な地位を占めるに至った。ミシシッピ州では自分はバプテストの信者と答えた人の割合は55%に上った。
南部以外の地域別の主な宗派は、北東部ではカトリックと主流派プロテスタントであり、中西部と五大湖地方は宗派が非常に多様で支配的な宗派はなく、西部は世俗的な傾向が強く、ユタ州からアイダホ州南部にかけては末日聖徒イエス・キリスト教会（モルモン教）が中心となっている。自分が特に宗教的ではないという人の割合は、北西部のワシントン州で25%であるが、バイブルベルトでは、例えばアラバマ州ではわずか6%である。
「バイブル・ベルト」という言葉の最初の使用例は、アメリカのジャーナリストでコメンテイターだったメンケン（H.L. Mencken）が1924年にシカゴ・デイリー・トリビューン紙に書いた記事にみられる。言葉の普及には、進化論裁判で南部のテネシー州が頑なに反進化論の立場を取り続け、全米のメディアの注目を集めて書き立てられたこととの関係を指摘する見方もある。

## 地理
はっきりした境界はないが、バイブル・ベルトはテキサス州から、北はカンザス州にかけて、東はヴァージニア州にかけて、南はフロリダ州北部にかけて広がっている。
テネシー州ナッシュビルは普通『アメリカのミュージック・シティ』と呼ばれるが、同時に『バイブル・ベルトのバックル』と呼ばれるほどの信仰の特に熱心な地域である。ほかにも同様に『バイブル・ベルトのバックル』と呼ばれる街は、ボブ・ジョーンズ大学のあるサウスカロライナ州グリーンビル、オーラル・ロバーツ大学のあるオクラホマ州タルサ、進化論を教えた高校教師が州法違反で裁判に問われ有罪になった「スコープス裁判」（進化論裁判を参照）のあったテネシー州デイトン、アビレーンキリスト教大学のあるテキサス州アビリーン、保守的立場からの聖書研究で知られるダラス神学校のあるテキサス州ダラス、サウスウェスタン・バプティスト神学校のあるテキサス州フォートワースなどがある。
カナダでは、「バイブル・ベルト」という用語は、教会出席率がほかより高い異色の地方に対して使われている。アルバータ州とサスカチュワン州の南部農村地帯の大部分のほか、西海岸ブリティッシュ・コロンビア州のフレーザー川流域や東海岸ノバスコシア州のアナポリス周辺の盆地、同じく東海岸のニューブランズウィック州にあるセント・ジョン川流域などがそうである。
オランダにも「バイブル・ベルト」と呼ばれる信仰心の強い保守的な地域がある。東部オーファーアイセル州からライン河口の西部ゼーラント州にかけてがそうである。

アメリカ南部連邦の地図、1861年～1865年

人口統計から見れば、バイブル・ベルトの西の端は、実際にはテキサス州西部のほとんどとニューメキシコ州の東部、場合によってはニューメキシコ州までも含むとされる。しかし、ここまでバイブル・ベルトを拡張する説は、幾つかの疑問を残す。福音派プロテスタント教徒（キリスト教根本主義者）の人口統計上の多さが、ある地域をバイブル・ベルトに含ませる十分な根拠となるわけではなく、ほかの文化的・歴史的な特性も考慮する必要がある。
文化的な特性からみれば、西寄りの地方は、アメリカ南東部とは本質的に歴史が異なるためバイブル・ベルトから除かれるべきだろう。現在一般に言われるバイブル・ベルトの範囲（上の地図で示した部分）についても、二つ以上の区域に分けることができる。少なくとも、一番西のテキサス州を含む部分は、ほかのディープサウス（深南部）やほとんどの南東部諸州から見れば特異なため、異なる区域に分けることができる。
ここ数十年、バイブル・ベルトは西や北に拡張しているとはいえる。実際、福音派プロテスタント教徒は近年アメリカ合衆国で著しく成長している。しかし、これらの拡張した地域で熱心な福音派と最近みなされるようになった人口は、本質的には昔から信仰は変わっておらず、ただ以前はバイブル・ベルトの一部をなすとはみなされていなかったのだろうともいえる。
アメリカ合衆国でバイブル・ベルトと推定されている地域は、19世紀半ばに黒人奴隷の廃止に反抗し、「アメリカ連合国」（アメリカ南部連邦）を1861年に結成し、1865年まで南北戦争を戦った地域を含んでいる。

## 政治的文化的情況
「バイブル・ベルト」という用語は、主に（常に、ではないが）悪口として、また反プロテスタントの論者によって、ステレオタイプな形で非常に宗教的（あるいは、異常に宗教的）といわれる地域や人々を指すのに使われる。
この用語は「フライオーバー・カントリー」（東海岸と西海岸の大都会の間の、飛び越されてしまうアメリカ中央部、2004年アメリカ大統領選挙でブッシュ支持地域を指すのに使われた）や、ネガティブな意味の「ハートランド」のように、特定の地域のことを指すための用語ではないが、しばしば国土の中央を貶めて語るのに使われる。
政治的には、この用語はしばしば、キリスト教聖書に信仰を依存する文化的保守主義者を一言で述べるのに使われる。
こうした現行の「バイブル・ベルト」という用語の使い方に反論する事実もいくつかある。
1. アメリカ南部では現在プロテスタントが多数派であるが、相当多くのアフリカ系アメリカ人の固定的な信徒がいるからである。
2. フロリダ州の南東部の海沿いでは、アメリカ合衆国中西部の産業地帯同様、プロテスタントの固定的な信徒の教会出席率は低い。プロテスタントの教会出席率が一番高いのは、テキサス州からノースダコタ州の平原に南北に広がる「バイブル・ストリップ」である。
3. 全米のキリスト教徒で教会への出席率が一番高いのは、毎日ミサに出席するカトリックである。また地理的に全米でキリスト教徒の教会出席率が一番高いのは、バイブル・ベルトではなくカトリックが多数を占める東西両海岸である。カトリック人口を多く抱えるボストン、ロサンゼルス、マイアミ、ニューヨーク同様、サンベルト沿いも都市部では多くのカトリック人口を抱えているため教会出席率は両海岸同様高い。
4. ここ50年で一番大きな変化は、中西部の産業地帯とニューイングランドなど東海岸でプロテスタントの教会出席率が激減したことである。中西部はプロテスタントが主流であり、いまでも活動的な信徒は大勢いる。一方、両海岸ではカトリックが増えプロテスタントが教会に行かないのでプロテスタント教会が減少した。これらのことが、アメリカのプロテスタントの重心が東部から中部・南部へ移り、結果文化的・政治的にこれらの地域を分けてしまった。
5. プロテスタントはカトリック以上に聖書教育を強調するため、プロテスタントはカトリック以上に「バイブル・ベルト」という言葉に結びつきやすい。もし教会出席率がバイブル・ベルトと呼ばれるための鍵ならば、実はボストン、ロサンゼルス、マイアミ、ニューヨークなどこそがアメリカの宗教の中心と呼ばれるべきである。しかし、バイブル・ベルトという用語は、南部や中西部との深いかかわりの中で、さらに左派が田舎の偏狭さや反知性主義と否定的に比較している保守的な社会的政治的信念とのかかわりの中で、聖書を文字通りに解釈するような宗教的な人々を述べるのに使われており、そのような使われ方が広まってしまっている。一方でバイブル・ベルトの側には、両海岸やその大都会に対し、無神論的で堕落していて、罪の巣窟だとするようなステレオタイプが存在する。実際は両海岸はカトリックが多くバイブル・ベルトと同じくらい宗教的であるにもかかわらずである。